# Sousoší Kalvárie (Střevač)
Sousoší Kalvárie z roku 1754 pocházející pravděpodobně ze sochařské dílny z Mnichova Hradiště se nalézá na křižovatce naproti obecnímu úřadu obce Střevač v okrese Jičín. Pozdně barokní sousoší je chráněno jako kulturní památka ČR. Národní památkový ústav toto sousoší uvádí v katalogu památek pod rejstříkovým číslem ÚSKP 45541/6-1402.

## Popis
Sousoší Kalvárie tvoří několik navzájem spojených čtyřbokých pískovcových soklů umístěných na kamenné desce. Na prostředním soklu je umístěn jetelový kříž s postavou ukřižovaného Krista v bederní roušce. Na kříži nahoře je pozlacený nápis „INRI“, pod nohama Krista jsou vyryté iniciály „MK“ a pod nimi letopočet „A 1754“. Na postranních soklech původně stály asi 1 m vysoké sochy Panny Marie a Jana Evangelisty. Tyto sochy byly však při pokusu o krádež poškozeny, následně byly odebrány a jsou dočasně uloženy na zámku ve Starých Hradech.

## Galerie

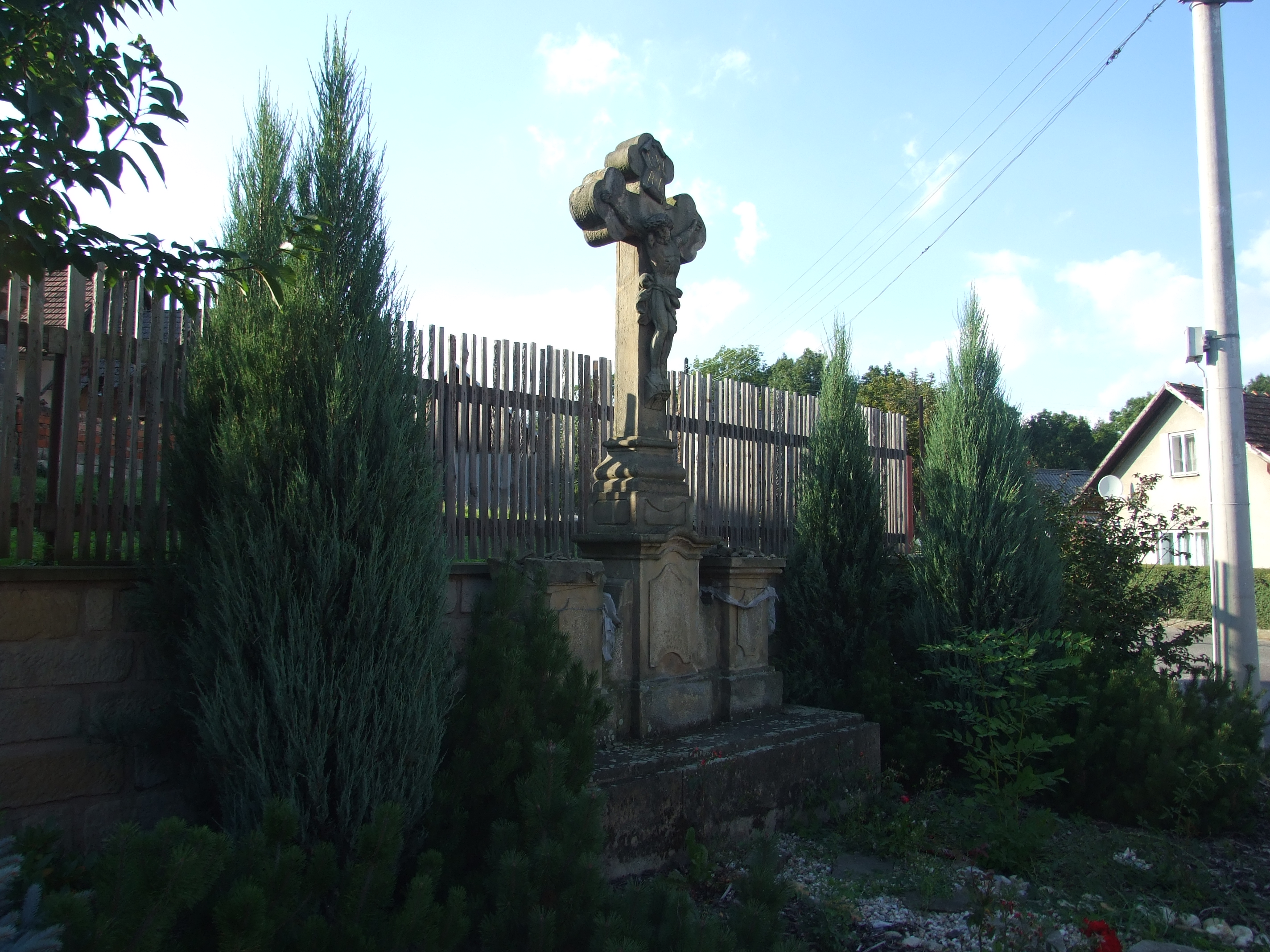
Sousoší Kalvárie u křižovatky ve Střevači
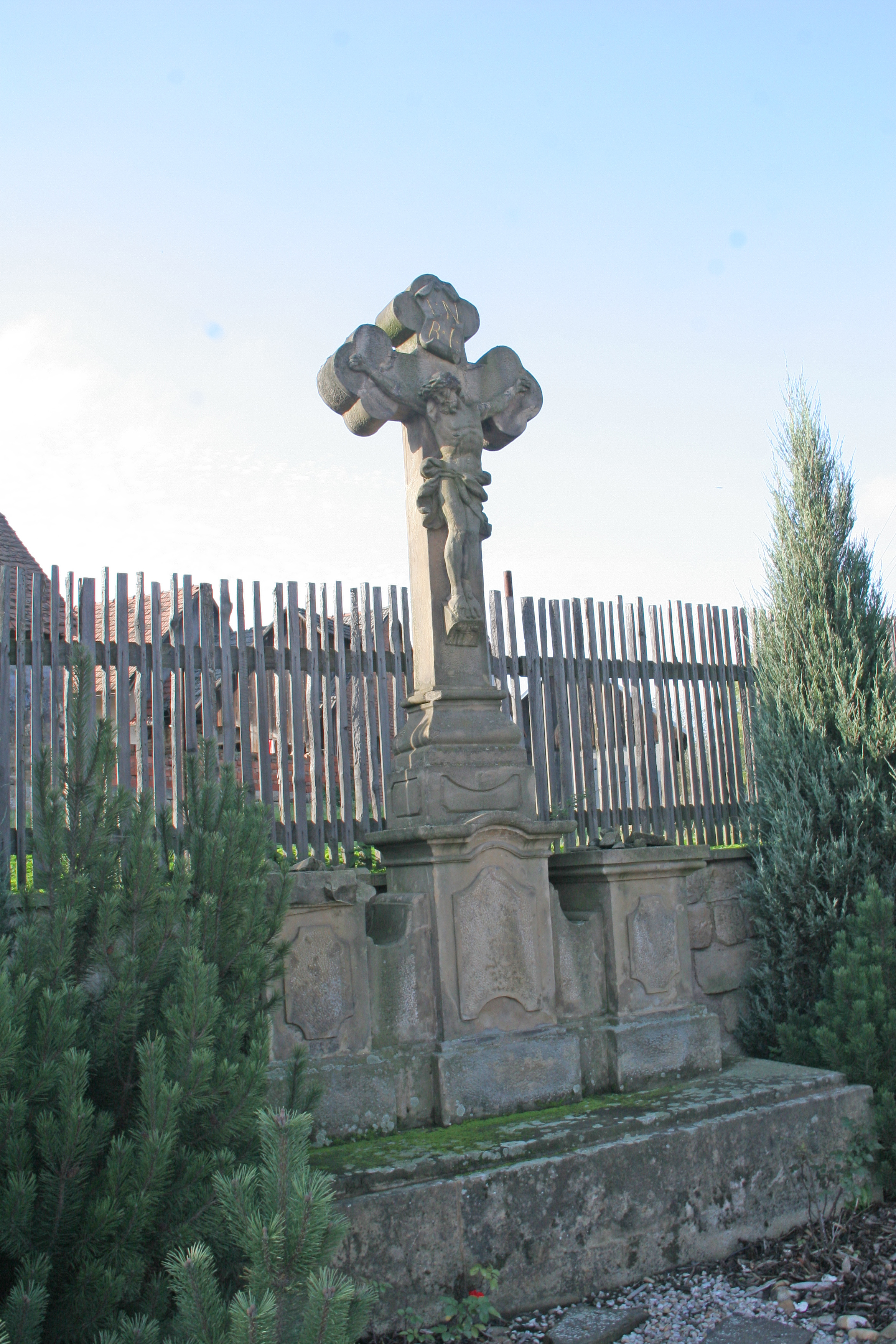
Sousoší Kalvárie u křižovatky ve Střevači